# Кох (борьба)

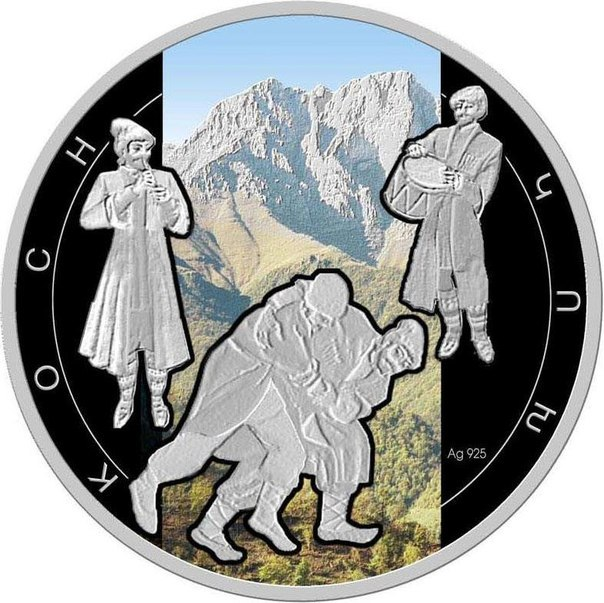
Армения 2012, монета в 1000 драм из серебра, «Борцы Коха»

Кох (арм. Կոխ) — армянская национальная борьба. Один из древнейших видов национальной борьбы, наиболее популярный в Армении. Имеет несколько разновидностей (лорийский кох, ширакский кох). Сопровождается танцем «Кох пар».
Президентом Национальной федерации коха Армении является Арман Седракян.

## Экипировка
Костюм — национальная одежда, но борцы, как правило, носят специальный халат — чоху с мягким поясом.

## Правила

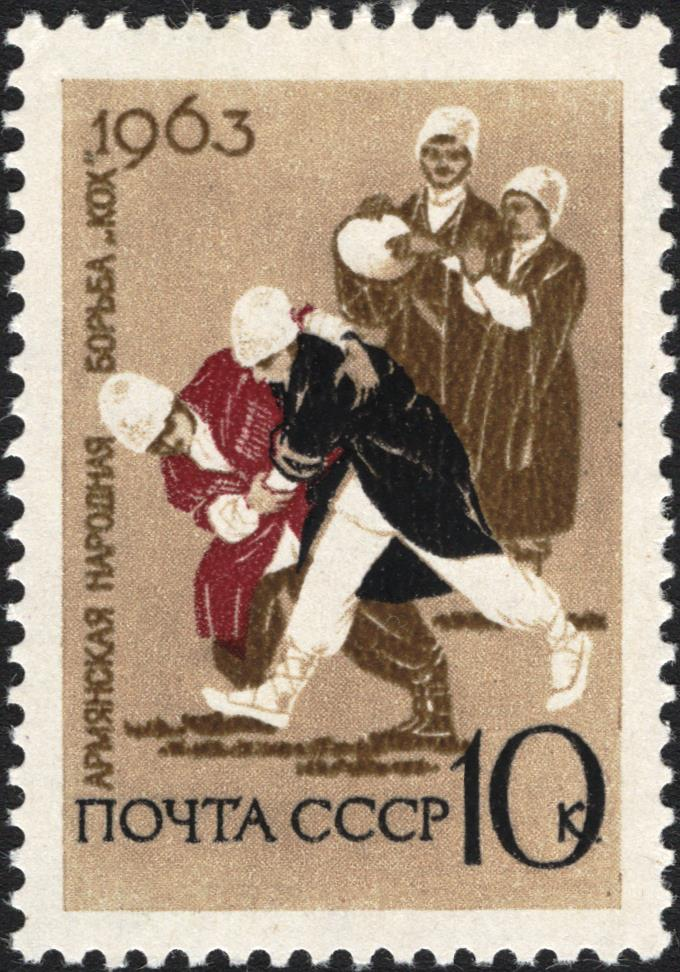
Марка СССР с изображением борцов «коха»

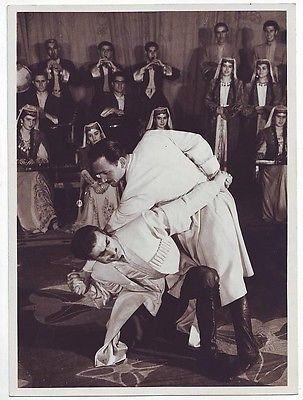
Государственный ансамбль Армении, 1970 год. На фото танец, исполняемый во время борьбы Кох.

Соревнования проходят на специальном ковре 9х9 м под музыку.
Победитель должен бросить противника спиной на ковёр (землю), не дожимая и не поворачивая его, либо вытолкнуть за поле боя. Захваты выполняются за пояс и выше пояса за чоху. Разрешаются броски. Время схватки не ограничено, но обычно борьба продолжается не более 5—10 мин. Схватка начинается с танца-разминки, который продолжается не менее половины минуты. По правилам борьбы, в том случае, если борец добился эффективного и явного выигрыша, по требованию зрителей, судей и участников он исполняет победный танец.

## Виды
Известно несколько вариантов коха, которые можно разбить на следующие три основные категории:
- борьба стоя на коленях
- борьба в стойке
- борьба верхом на лошадях

Наибольшую популярность из них получила борьба кох в стойке, из которой, в свою очередь, можно выделить две разновидности:
- Лорийский кох
- Ширакский кох

### Лорийский кох
В схватке запрещаются захваты ниже пояса, разрешаются действия ногами. Борцы выступают в одежде специального покроя (чоха), представляющей собой вариант черкески, обязательным элементом является пояс. Разминка и схватка проводятся под аккомпанемент национальной музыки.

### Ширакский кох
Борцы одеты в шаровары, обнажены до пояса. Разрешены захваты за ноги и шаровары. Борьба сопровождается специальной национальной музыкой. Перед началом схватки проводится разминка в виде танца с музыкальным сопровождением.

## История
У коха древняя история — как минимум, свыше полутора тысячи лет. Упоминания о нем встречаются в древних персидских рукописях. Персы познакомились с кохом, проходя через Армению. О нём также писал в средних веках французский исследователь Анри Шарден. Сцены борьбы можно увидеть на стенах церкви на острове Ахтамар.
В древности состязались в кохе в основном во время праздничных торжеств, свадеб. Со стороны жениха и невесты выходили борцы. Перед началом боя соперники совершали ритуальный танец. Тот, кому удавалось сделать «кох», то есть бросить соперника под себя, должен был коленом прижать противника к земле, зафиксировав свой успех. После этого исполнялся специальный танец победителя. Национальная музыка всегда была неотъемлемой частью коха.
В традиционном свадебном обряде армян кох также встречается в эпизоде встречи новобрачных у дома жениха, когда при приближении свадебной процессии, во дворе дома начиналась шуточная борьба между родителями жениха. По обычаю «победить» должна была мать.
В советское время кох официального статуса не имел. Примерно до 1988 года в сёлах проводились праздничные мероприятия, во время которых происходили схватки, но профессиональных борцов коха не существовало. Состязались борцы, самбисты, просто крепкие деревенские парни. Из коха почерпнуло немало элементов самбо. Существует две основные школы классического коха — ширакская и лорийская. Разница между ними заключается  в том, что в ширакском кохе можно делать захваты руками за ноги, а в лорийском — нет.  Кроме того, в первом варианте соперники боролись обнажённые по пояс, а во втором — одетые в чоху.

## Видео
- Армянская народная борьба «Кох» на YouTube
- Дживан Гаспарян, «Кох пар» на YouTube
- Армянская борьба «Кох», часть 1 на YouTube
- Армянская борьба «Кох», часть 2 на YouTube
- Армянская борьба «Кох», часть 3 на YouTube

## Известные представители
- Малхасян, Мартин Юрьевич (1976) — чемпион мира по Mix Fight M-1 (1999, 2000), чемпион мира по вале-тудо, чемпион мира по боевому самбо.